# فلاديمير شاجال
ولد فلاديمير شاجال في 22 نوفمبر عام 1925. وتخرج من المعهد العسكري للغات الأجنبية في الاتحاد السوفيتي في عام 1951 بأختصاص اللغة العربية وآدابها. وناقش رسالة الدكتوراة.
شارك شاجال في معارك الحرب الوطنية العظمى (1941 – 1945) ومنح وسام النجمة الحمراء وعدة ميداليات. وهو عضو في اتحاد الكتاب السوفيت واتحاد كتاب موسكو، وبروفيسور في معهد آسيا وأفريقيا التابع لجامعة موسكو، وكذلك في مركز الدراسات السياسية والأنثروبولوجيا في الشرق المعاصر في كلية التأريخ والدراسات السياسية والقانون في الجامعة الإنسانية الحكومية بموسكو.
يعتبر فلاديمير إدواردوفيتش شاجال (1925) من أبرز المستعربين المعاصرين في روسيا في مجال ترجمة الأعمال الأدبية العربية إلى اللغة الروسية. ويعود إليه الفضل في ترجمة روايات نجيب محفوظ وحنا مينه والطيب الصالح وعلي عقلة عرسان والطاهر وطار وغيرهم.

## المؤلفات
- ليبيا الحديثة (مرجع دراسي)، موسكو 1965 (بالاشتراك مع فلاديمير بوديانسكي)
- الجانب اللغوي للعمليات الوطنية في الأقطار العربية، موسكو، 1987
- الأقطار العربية: اللغة والمجتمع، موسكو، 1997
- العالم العربي: سبل إدراكه/ الروابط بين الثقافات واللغة العربية.
- الكويت والكويتيون في العالم المعاصر، موسكو، 2003 (بالاشتراك مع فلاديمير. ايسايف والكسندر فيلونيك).

## التراجم
- نجيب محفوظ «السمان والخريف» 1965
- حنا مينه «الشراع والعاصفة» 1971
- عبد الرحمن الشرقاوي «الفلاح» 1973 (بالاشتراك مع ليونيد ميدفيدكو)
- رشاد أبو شاور «البكاء على صدر الحبيب» 1981
- يحيى يخلف «نجران في ساعة المحنة» 1983
- علي عقلة عرسان «مرتفعات الجولان»، 1985 (بالاشتراك مع علي زاده)
- الطيب صالح «موسم الهجرة إلى الشمال» 1977
- مختارات من أعمال كتاب الشرق الأوسط، 1978
- الطاهر وطار «الزلزال» 1980
- متاهات الليل، قصص، 1983